# Amtsgericht Annweiler
Das Amtsgericht Annweiler war ein Gericht in Annweiler am Trifels, dessen Gebäude mittlerweile unter Denkmalschutz steht.

## Lage
Das Bauwerk befindet sich in der Saarlandstraße und trägt die Hausnummer 13.

## Bauwerk
Das Gebäudeensemble fungierte ursprünglich als Amtsgericht und Gefängnis. Es handelt sich um eine Dreiflügelanlage, die von 1901 bis 1921 entstand. Es ist in ein Gerichtsgebäude und einen Gefängnisflügel mit Zwischentrakt unterteilt. Hinzu kommen Gefängnishof, Funktionsgebäude und Einfriedungsmauer.

## Geschichte
Das Gericht wurde 1879 gegründet; es unterstand dem Landgericht Landau in der Pfalz und war neben Annweilerzusätzlich für die Gemeinden Albersweiler, Bindersbach, Darstein, Dernbach, Dimbach (Pfalz), Gossersweiler, Gräfenhausen, Lug, Münchweiler am Klingbach, Oberschlettenbach, Queichhambach, Ramberg, Rinnthal, Schwanheim, Spirkelbach, Stein, Völkersweiler, Vorderweidenthal, Waldhambach, Waldrohrbach, Wernersberg und Wilgartsiwesen-Hofstätten zuständig.
Im Zuge einer Reform wurde das Amtsgericht Annweiler 1966 aufgelöst und sein Zuständigkeitsbereich größtenteils dem Amtsgericht Landau in der Pfalz zugeschlagen, während ein kleinerer Teil zum Amtsgericht Pirmasens kam. Mittlerweile dient das Gebäude den Stadtwerken.